# 鈴木正夫 (中国文学者)
鈴木 正夫（すずき まさお、1939年 - ）は、中国文学者、横浜市立大学名誉教授。

## 人物
愛知県生まれ。大阪市立大学大学院文学研究科博士課程単位取得退学。専門は郁達夫。北海道大学文学部助手、横浜市立大学文理学部助教授、同国際文化学部教授。2005年定年退官、名誉教授。2008-2011年関東学院大学文学部教授。1996年中華人民共和国より第一回郁華、郁達夫烈士文芸基金優秀成果賞を受賞。

## 著書
- 『郁達夫 悲劇の時代作家』研文出版 1994
- 『スマトラの郁達夫 太平洋戦争と中国作家』東方書店 1995
- 『日中間戦争と中国人文学者 郁達夫、柯霊、陸蠡らをめぐって』横浜市立大学学術研究会 2014